# Une histoire d'eau
Cet article possède des paronymes, voir Histoire d'O et Histoires d'eau.
Pour plus de détails, voir Fiche technique et Distribution.
Une histoire d'eau est un court-métrage français réalisé par Jean-Luc Godard et François Truffaut, tourné en février 1958 et sorti en 1961 (complément de programme de Lola de Jacques Demy).

## Synopsis
Une étudiante essaye de gagner Paris en traversant des zones inondées. Elle est prise en stop par un jeune homme qui entreprend de la séduire.

## Fiche technique
- Titre : Une histoire d'eau
- Réalisation et scénario : Jean-Luc Godard et François Truffaut
- Production : Pierre Braunberger
- Photographie : Michel Latouche
- Montage : Jean-Luc Godard
- Pays d'origine :  France
- Format : Noir et blanc - Mono - 35 mm
- Genre : Aventure et comédie romantique
- Durée : 12 minutes
- Date de sortie : France - 1958

## Distribution
- Jean-Claude Brialy : le jeune homme
- Caroline Dim : l'étudiante